# William Pinheiro Rodrigues
William Pinheiro Rodrigues (sinh ngày 19 tháng 7 năm 1989) là một cầu thủ bóng đá người Brasil.

## Sự nghiệp câu lạc bộ
William Pinheiro Rodrigues đã từng chơi cho Kyoto Sanga FC.